# Indian Village (Indiana)
Indian Village est une municipalité située dans le comté de Saint Joseph, dans l’État de l'Indiana, aux États-Unis. Lors du recensement de 2020, elle comptait 118 habitants.